# Amour
Amour ("Kärlek") är en fransk romantisk dramafilm från 2012, skriven och regisserad av Michael Haneke. Filmens huvudroller spelas av Jean-Louis Trintignant och Emmanuelle Riva. Handlingen kretsar kring det äldre pensionerade paret Anne och Georges, båda två tidigare musiklärare. När Anne drabbas av en stroke och blir delvis förlamad börjar Georges sköta om henne på egen hand. Filmen är baserad på en liknande situation från Hanekes egen familj.

## Medverkande
- Jean-Louis Trintignant – Georges Laurent
- Emmanuelle Riva – Anne Laurent
- Isabelle Huppert – Eva, deras dotter
- Alexandre Tharaud – Alexandre, tidigare elev till Anne
- William Shimell – Geoff, Evas make
- Rita Blanco – portvakten
- Ramón Agirre – portvaktens make
- Carole Franck – sköterska
- Dinara Droukarova – sköterska
- Laurent Capelluto – polis
- Jean-Michel Monroc – polis
- Suzanne Schmidt – granne
- Walid Afkir – sjukvårdare
- Damien Jouillerot – sjukvårdare

## Priser och nomineringar
Amour mottog flera priser och prisnomineringar, världen över. Bland annat vann filmen Guldpalmen vid Filmfestivalen i Cannes 2012 och fick fem Oscarsnomineringar, bland annat i kategorin Bästa film, vid Oscarsgalan 2013. Filmen utsågs till Bästa utländska film. Vid Césarpriset 2013 tilldelades den priserna för Bästa film och Bästa regi, båda priserna för bästa huvudroll, samt för Bästa originalmanus.